# Торрес, Хуан Мануэль
Хуа́н Мануэ́ль То́ррес (исп. Juan Manuel Torres), более известный как Чако Торрес (исп. Chaco Torres); 20 июня 1985, Пуэрто-Вилелас, Аргентина) — аргентинский футболист, полузащитник.

## Биография
Его прозвище Чако связано с тем, что он родился в аргентинской провинции Чако.
Бывший игрок аргентинских клубов «Расинг» (Авельянеда) и «Сан-Лоренсо де Альмагро». Дебютировал во взрослом футболе в 17 лет. Сыграл более чем по 100 матчей в каждом из аргентинских клубов. Летом 2005 года руководство киевского «Динамо» предприняло попытку купить Хуана Мануэля Торреса у «Расинга». Однако руководство «Расинга» не горело желанием отпускать одного из ключевых футболистов, хотя сам Хуан Мануэль и выражал желание уйти. Кроме всего прочего, стороны не сошлись в денежном вопросе.
24 июня 2011 года подписал трёхлетний контракт с харьковским «Металлист» на правах свободного агента. Единственный гол в чемпионате Украины Чако Торрес забил в Киеве в ворота киевского «Динамо».
В 2014 году контракт c «Металлистом» заканчивается, и Хуан Мануэль возвращается в Аргентину, в свою родную деревню в провинции Чако. Там с 2015 года он выступает за клуб своего детства «Атлетико Дефенсорес де Вилелас» из небольшой деревеньки Пуэрто-Вилелас, провинция Чако, который принимает участие в соревнованиях в региональной аргентинской лиге.
Играл за молодёжную сборную Аргентины до 20 лет вместе с такими игроками как Лионель Месси, Серхио Агуэро и Пабло Сабалета, с которой выиграл Чемпионат мира среди молодёжных команд 2005 года.

## Достижения
- Чемпион мира среди молодёжных команд (1): 2005
- Серебряный призёр чемпионата Украины (1): 2012/13
- Бронзовый призёр чемпионата Украины (1): 2011/12

## Личная жизнь
Имеет двоих детей: дочь от первой жены Айлин Лобато, а также сын от актрисы Каталины Артуси. В сентябре 2012 года аргентинская фотомодель Иванна Паллиотти покинула Буэнос-Айрес и переехала в Харьков к Чако Торресу.